# Municipio de Myhre
El municipio de Myhre (en inglés: Myhre Township) es un municipio ubicado en el condado de Lake of the Woods en el estado estadounidense de Minnesota. En el año 2010 tenía una población de 180 habitantes y una densidad poblacional de 1,94 personas por km².

## Geografía
El municipio de Myhre se encuentra ubicado en las coordenadas 48°44′57″N 95°1′18″O / 48.74917, -95.02167. Según la Oficina del Censo de los Estados Unidos, el municipio tiene una superficie total de 92.81 km², de la cual 92,64 km² corresponden a tierra firme y (0,18 %) 0,17 km² es agua.

## Demografía
Según el censo de 2010, había 180 personas residiendo en el municipio de Myhre. La densidad de población era de 1,94 hab./km². De los 180 habitantes, el municipio de Myhre estaba compuesto por el 96,11 % blancos, el 2,78 % eran amerindios, el 0,56 % eran asiáticos y el 0,56 % eran de una mezcla de razas. Del total de la población el 0 % eran hispanos o latinos de cualquier raza.